# Церква святого архистратига Михаїла (Литячі)
Церква святого архистратига Михаїла в Литячах — парафія і храм Заліщицького благочиння Тернопільської єпархії Православної церкви України в селі Литячі Чортківського району Тернопільської области.

## Історія церкви
Храм був збудований в 1828 році. У 1956 році в ньому провели ремонт, а в 1969 році його закрили через утиски влади. У 1989 році церкву знову відкрили для богослужінь.
У 2004 році збудували капличку.
Завдяки пожертвам церковного хору біля храму встановили скульптуру святого архистратига Михаїла.
У 2010 році за кошти священника Олексія Касперука над скульптурою зробили покрівлю та встановили хрест. Цей хрест, разом із престолом, освятив єпископ Тернопільський і Бучацький Нестор у 2016 році.

## Парохи
- о. Євген Олександрович,
- о. Степан Никифорів,
- о. Крушельницький,
- о. Степан Чир,
- о. Петро Дячок,
- о. Олексій Касперук,
- о. Володимир Стадник.